# Simon Harris
Simon Harris (Greystones, 1986. október 17. –) ír politikus, 2024 és 2025 között az ország miniszterelnöke. 

## Pályafutása
Harris 1986-ban született a Wicklow megyei Greystonesban, három gyermek közül a legidősebbként. 15 éves korában - részben azért, mert a bátyja autista - megalapította az autista és ADHD-s gyermekeket nevelő családokat segítő szervezetet, a Triple A Alliance-t. Emellett bekapcsolódott a helyi politikába, és felszólította a politikusokat, hogy tegyenek többet az akadálymentesített létesítményekért.
Harris egy évig újságírást és franciát tanult a Dublini Technológiai Intézetben, mielőtt teljes mértékben a politikai karrierjére összpontosított volna. Frances Fitzgerald politikus stábjában dolgozott, aki akkoriban a felsőház ellenzéki frakcióvezetője volt. 2011-ben a választásokon elnyerte a a Wicklow-i választókerület öt alsóházi képviselői helyének egyikét. A legfiatalabb képviselőként (a Dáil babájának is nevezik) Harrist választotta meg pártja, hogy első beszédében Enda Kennyt jelölje kormányfőnek. 
2014-ben Enda Kenny kormányában a Közmunkaügyi Hivatal államtitkáraként lépett előre a ranglétrán. Abban az évben indult az uniós parlamenti választásokon is, de nem sikerült mandátumot szereznie. Két évvel később Írország legfiatalabb egészségügyi miniszterévé nevezték ki, és központi szerepet játszott az abortusztilalom hatályon kívül helyezéséről szóló sikeres népszavazáson.
A 2020-as választások után a Martin-kormányban a felsőoktatásért, innovációért és kutatásért felelős miniszterré nevezték ki. Bár ezzel némileg veszített ismertségéből, a médiában végzett munkája révén továbbra is releváns tudott maradni. Átmenetileg Helen McEntee igazságügyi minisztert helyettesítette annak szülési szabadsága alatt. 2024. március 24-én, miután Leo Varadkar lemondott Taoiseach posztjáról, másnap jelöltette magát utódjának. 2024 március 24-én, mivel nem volt ellenjelölt, választás nélkül megerősítették a Fine Gael vezetőjének. 2024. április 9-én az ír parlament 88 szavazattal 69 ellenében kormányfővé választotta, ezzel ő lett Írország történetében a legfiatalabb személy, aki ezt a tisztséget betöltötte.

## Fordítás
- Ez a szócikk részben vagy egészben  a   Simon Harris (Politiker) című német Wikipédia-szócikk ezen változatának fordításán alapul.  Az eredeti cikk szerkesztőit annak laptörténete sorolja fel. Ez a jelzés csupán a megfogalmazás eredetét és a szerzői jogokat jelzi, nem szolgál a cikkben szereplő információk forrásmegjelöléseként.